# Petrolina
Petrolina är en stad och kommun i nordöstra Brasilien och ligger i delstaten Pernambuco. Folkmängden i hela kommunen uppgår till cirka 330 000 invånare.
Staden är belägen vid floden São Francisco och på andra sidan ligger staden Juazeiro i delstaten Bahia. De två städerna, som utgör ett storstadsområde med nästan en halv miljon invånare, har samband med en modern bro. Sobradinhodammen, som bildar sjön Sobradinho (den näst största konstgjorda sjön i världen), ligger 26 kilometer uppför floden. Flygplatsen i Petrolina är främst för inrikesflyg (dagliga flyg till Recife, huvudstad i Pernambuco) och för export av frukter.

## Historia
Petrolina grundades år 1893. Tillväxten av Petrolina och dess grannstad Juazeiro är resultatet av byggandet av Sobradinhodammen och den rikliga tillgången på vatten för bevattning. Det konstbevattnade jordbruket har vuxit med stormsteg och är den huvudsakliga källan till inkomster och arbetstillfällen i Petrolina.

## Administrativ indelning
Kommunen var år 2010 indelad i fyra distrikt:
- Cristália
- Curral Queimado
- Petrolina
- Rajada

## Demografi
| Område              | Areal (km²)   | Invånarantal 1 augusti 2000 | Invånarantal 1 augusti 2010 | Invånarantal 1 juli 2014 |
| ------------------- | ------------- | --------------------------- | --------------------------- | ------------------------ |
| Kommun              | 4 561,87      | 294 538                     | 303 962                     | 326 017                  |
| Urban befolkning    | Ingen uppgift | 267 279                     | 324 815                     | Ingen uppgift            |
| ...varav centralort | Ingen uppgift | 218 559                     | 267 132                     | Ingen uppgift            |

## Distanser
- Recife 712 km
- Brasília 1 466 km
- Rio de Janeiro 1 878 km
- São Paulo 2 135 km

## Klimat
Det regionala klimatet är mycket varmt och torrt. Petrolina ligger i ett bälte som kännetecknas av låg nederbörd. Regnperioden börjar i december månad och slutar i maj. Efter den är klimatet torrt fram till december.
Den genomsnittliga dagliga temperaturen varierar lite under året. Genomsnittlig daglig temperatur, registrerat under 1996 och 1997, var 25,8 °C, från 34,4 till 23,2 °C. Under de varmaste månaderna (från september till april) är den genomsnittliga temperaturen 27,3 °C och varierade mellan 35,6 °C till 22,5 °C. Under kallare månader (maj-augusti) är den genomsnittliga temperaturen 24,8 °C och varierade mellan 31,5 °C och 20,0 °C. Dessa uppgifter tar inte hänsyn till vissa extrema perioder då den dagliga temperaturen översteg 40 °C och inte sjunker under 33 °C på natten. Den årliga nederbörden var 650 mm per år under dessa år även om den kan variera mellan 100 och 900 mm.